# Китайско личи
Вижте пояснителната страница за други значения на Личи.
Китайското лѝчи (Litchi chinensis) е единственият вид от рода Личи (Litchi). Представлява тропично плодово дърво, произлизащо от провинциите Гуандун и Фудзиен в Китай, където отглеждането му е документирано още през 1059 г. Китай е основният производител на личи, следван от Индия и други държави в Югоизточна Азия, Индийския субконтинент и Южна Африка.
Дървото е високо и вечнозелено и дава месести плодове. Външността на плода е розово-червена, груба и неядлива. Тя покрива сладката вътрешност, която се консумира по различни начини. Има костилка. Тъй като отличителният вкус се губи по време на консервиране, плодът обикновено се яде пресен.

## Описание
Вечнозеленото дърво достига височина 10 – 15 m и има широка корона. Листата са сложни, обикновено чифтоперести, в издължена яйцевидна форма със заострен край. Цветовете са без листа, с жълтеникава или зеленикава чашка, събрани в буйни чадърообразни съцветия с дължина до 70 cm. Многобройните цветове развиват от 3 до 15 плода, а останалите цветове окапват.
Плодовете са малки, овални, с дължина 2,5 – 5 cm. Кората им е червена, покрита с многобройни островърхи грапавини. Светлите желеобразни меки части на плода се отделят лесно от кората и имат сладък вкус, с лек винен оттенък. В центъра на плода е разположена тъмнокафява костилка с овална форма.

## История
Древните китайци са употребявали личи като храна още през II век пр.н.е. Съществува легенда, че китайският император Хан Уди, разгневен от неуспешния опит да се внесе това растение от Южен в Северен Китай, екзекутирал всичките си градинари.
През I век пресните личита са толкова търсени в императорския двор, че е създадена специална куриерска услуга с бързи коне, които да доставят пресни плодове от Гуандун. По време на династията Сун също има голямо търсене на плода.
Личито привлича вниманието на европейските пътешественици, като Хуан Гонсалес де Мендоса, който в книгата си История на великото и могъщо кралство Китай (1585) се позовава на испански мисионери, които посетили Китай през 1570-те години и дали висока оценка на плода.
За пръв път растението е научно описано от Пиер Сонера при завръщането му от Китай и Югоизточна Азия.

## Използване
Плодовете на личи се използват в прясно състояние, като от тях се приготвят различни сладки ястия (желета, сладолед и други). В много страни се внасят консервирани личи със захар, без кора и без костилка. Плодовете също така се използват за производство на традиционно китайско вино.
Личитата съдържат много въглехидрати, пектин, калий, магнезий и витамин C. Също така имат високо съдържание на никотинова киселина (Витамин PP), която активно възпрепятства развитието на атеросклероза.

## Отравяния
Известни са случаи на масови отравяния на деца с личи в Индия. Незрелите личитата съдържат хипоглицин – токсин, който пречи на тялото да произвежда глюкоза. Когато децата приемали сравнително големи количества незрели личитата на гладно (когато нивото на глюкоза е ниско), благоприятствали развитието на хипогликемична енцефалопатия. Симптомите на отравяне с личи са подуване на главата, гърчове и загуба на съзнание.

## Култивиране
Личи растат добре в субтропичен климат със сухи, прохладни зими. Предпочитат добре овлажнени плодородни почви. Размножават се със семена или вегетативно. Дървото расте бавно и дава плодове на 8-ата – 10-ата година при семенно размножаване, и на 4-тата – 6-ата година при вегетативно размножаване. В субтропичните райони реколтата от личи се събира през май или юни.